# São Bartolomeu de Regatos

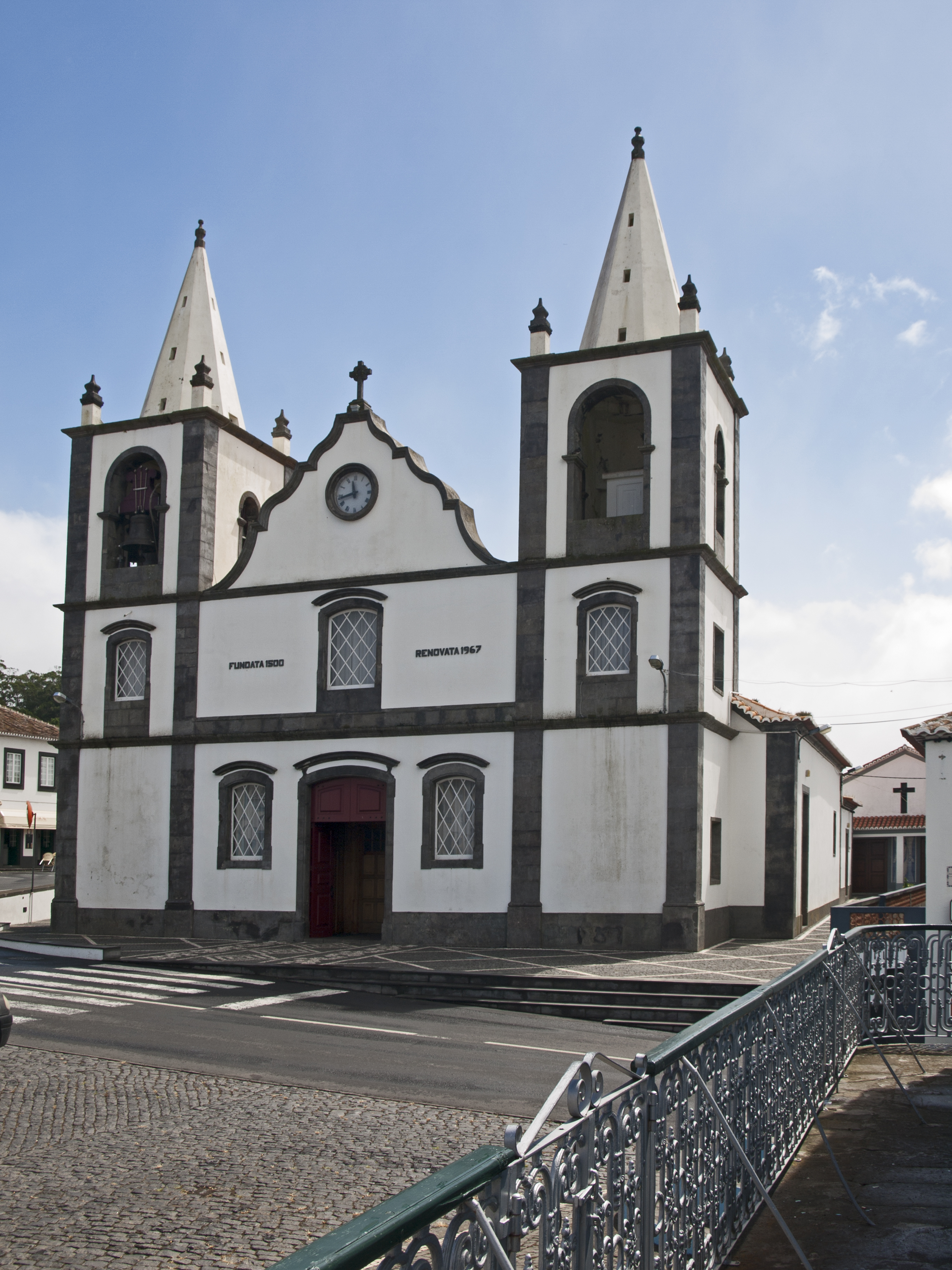
Die Kirche von São Bartolomeu dos Regatos

São Bartolomeu de Regatos ist eine portugiesische Gemeinde (Freguesia) im Kreis (Município) Angra do Heroísmo auf der Azoren-Insel Terceira. In ihr leben 1936 Einwohner (Stand 19. April 2021).